# Bruno Paixão
Pour les articles homonymes, voir Duarte et Paixão.
Bruno Miguel Duarte Paixão est un arbitre portugais de football, né le 18 mai 1974  à Lisbonne. C'est un arbitre international portugais de football. 
Il est arbitre depuis 1993. Il est promu dans le championnat portugais comme arbitre portugais de 1re catégorie lors de la saison 1997-1998. Il est promu arbitre international en 2004. Il fait partie de l'AF Setúbal.